# Platymiscium

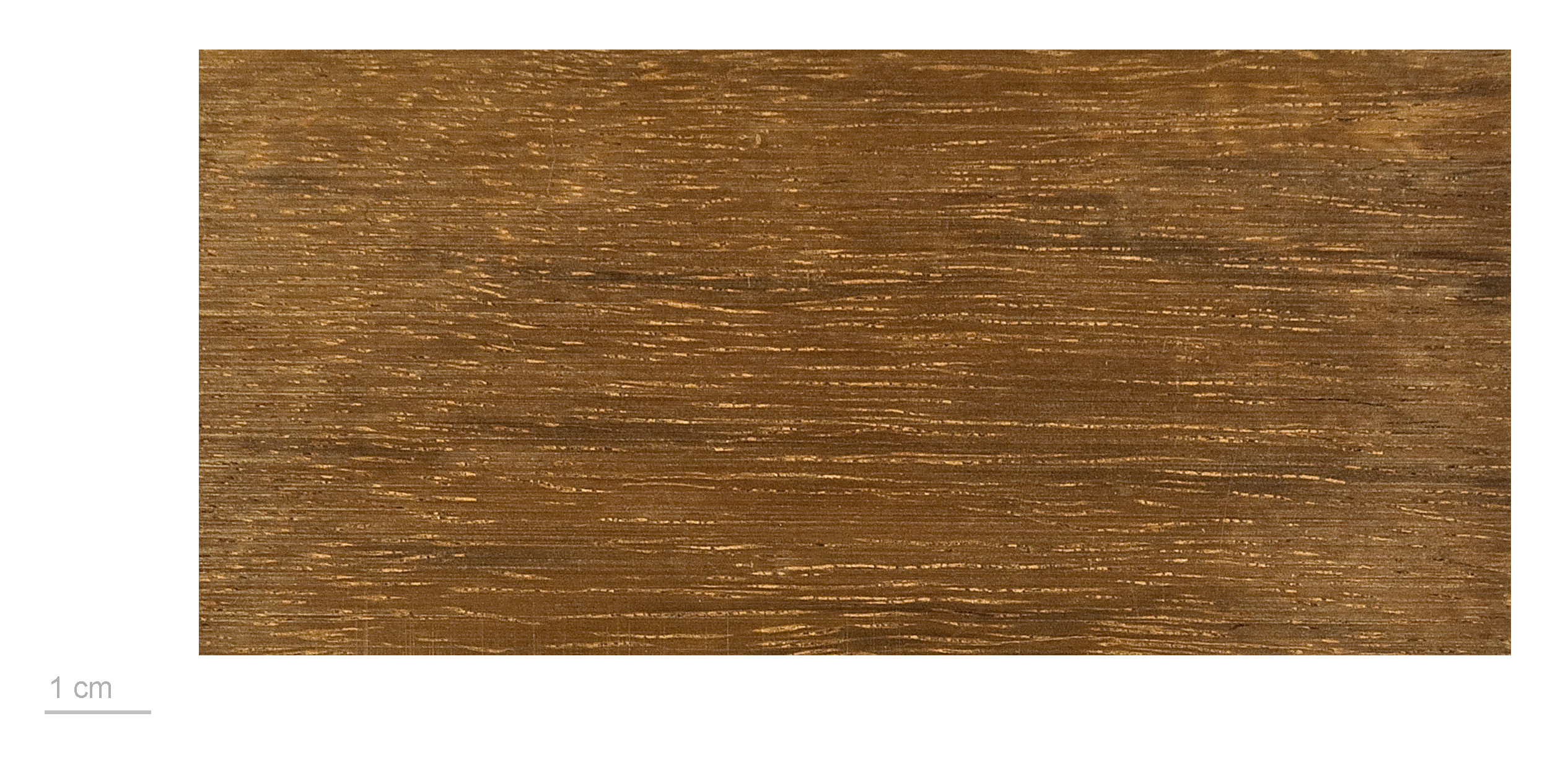
Platymiscium sp.

Platymiscium  es un género de leguminosas en la familia de las Fabaceae. Es originario del sur de México hasta el norte de Brasil.

## Especies
- Platymiscium albertinae
- Platymiscium dimorphandrum palo de hormigo
- Platymiscium floribundum Vogel
- Platymiscium gracile
- Platymiscium pinnatum
- Platymiscium pleiostachyum, Donn. Sm.